# Zbigniew Chałko

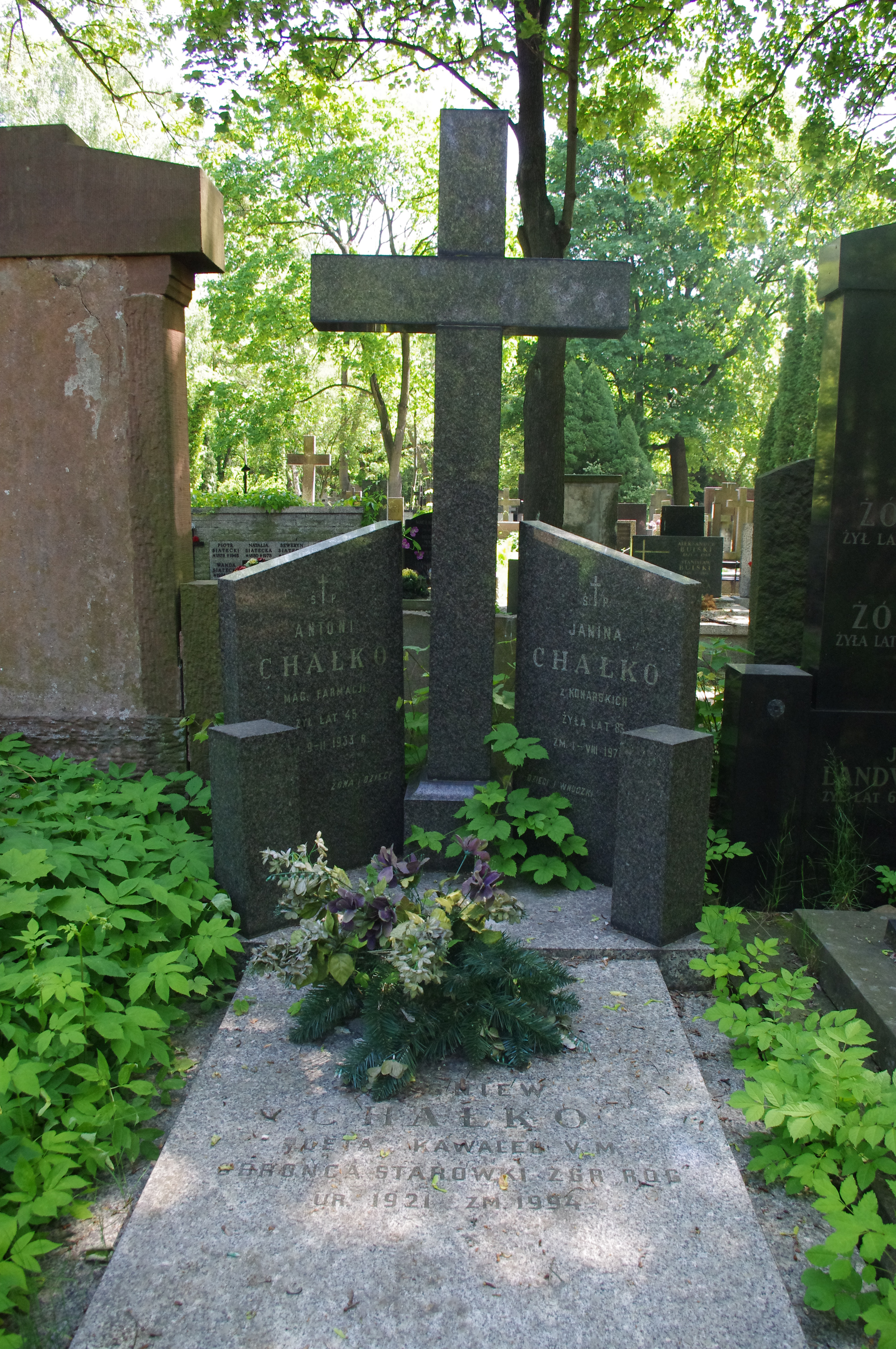
Grób poety Zbigniewa Chałko na cmentarzu Powązkowskim w Warszawie

Zbigniew Tadeusz Chałko (ur. 26 kwietnia 1921 w Warszawie, zm. 9 kwietnia 1994 w Chicago) – polski dziennikarz, poeta, powstaniec warszawski. Był siostrzeńcem Feliksa Konarskiego (pseud. „Ref-Ren”) autora „Czerwonych maków na Monte Cassino”.

## Życiorys
W 1939 ukończył Gimnazjum im. T. Reytana w Warszawie. Brał udział w kampanii wrześniowej, walcząc w batalionie Obrony Narodowej bronił Grodna przed Armią Czerwoną. Podczas okupacji niemieckiej należał do organizacji „Szaniec”, a w 1942 wstąpił w szeregi Armii Krajowej. Uzyskał stopień kaprala podchorążego. Służył w 43 kompanii WSOP (Wojskowa Służba Ochrony Powstania) 4 Rejonu „Zagończyk” I Obwodu „Radwan”. Uczestniczył w powstaniu warszawskim, walczył na Starym Mieście, będąc zastępcą dowódcy plutonu w batalionie „Bończa”. Po przejściu kanałami do Śródmieścia walczył w kompanii szturmowej „Stefan” I batalionu szturmowego „Rum”. 14 września 1944 odznaczony Orderem Virtuti Militari. Po powstaniu w niewoli niemieckiej. Jeniec Stalagu XI B Fallingbostel – Arbeitskommando Hannover oraz Stalagu XI A Altengrabow – Arbeitskommando 1139/3, Stalagu IV B Muhlberg/Elbe. Nr jeniecki 140844.
W 1945, po uwolnieniu z niewoli, został przyjęty do 2 Korpusu Polskiego we Włoszech. Następnie znalazł się w Wielkiej Brytanii, w 1951 wyjechał do Stanów Zjednoczonych i zamieszkał w Chicago. Należał do redakcji „Dziennika Chicagoskiego”, tygodnika „Polonia”. Był członkiem Komitetu Odbudowy Zamku Królewskiego w Warszawie. Jego wiersze zostały zebrane w publikacji Dłoń pełna snów (wyd. Lublin 1997).
Został odznaczony przez Rząd RP na uchodźstwie Krzyżem Kawalerskim Orderu Odrodzenia Polski i Warszawskim Krzyżem Armii Krajowej.
W 1947 zawarł związek małżeński z Władysławą Wróblewską (ur. 30 września 1916, zm. 28 sierpnia 2016) – sybiraczką, ochotniczką Pomocniczej Służby Kobiet przydzieloną do 22 Pułku Piechoty na stanowisko pielęgniarki, a następnie instruktorką Pomocniczej Wojskowej Służby Kobiet, uczestniczką bitwy o Monte Cassino, odznaczoną Srebrnym Krzyżem Zasługi z Mieczami, Złotym Krzyżem Zasługi, British War Medal 1939–1945 i Italy Star.
3 sierpnia 1994 roku został pochowany w grobie rodzinnym na cmentarzu Powązkowskim w Warszawie.